# María de Estrada
María de Estrada (née à Séville vers 1475 ou 1486 et morte entre 1537 et 1548) est une soldate espagnole qui participe à la Conquête du Mexique en compagnie d'Hernán Cortés en août 1521. D'origine andalouse ou cantabrique, elle rejoint un groupe de soldats alors âgée de 30 ou 40 ans. Elle passe plusieurs années auprès des autochtones de la zone précoloniale de Cuba à la suite d'un naufrage.

## Famille et enfance
Le père de María de Estrada (on trouve son nom avec deux orthographes différentes: Destrada ou Estrada) est originaire du nord de l'Espagne. Son frère, le conquistador Francisco de Estrada, accompagne Christophe Colomb en tant que mousse. À son retour du "Nouveau Monde" Maria voyage avec lui car ils s'installent définitivement là-bas[Où ?] [précision nécessaire] en 1509.

## Séjour à Cuba
Elle part à Cuba, où elle se marie avec Pedro Sánchez Farfán. Elle participe aux combats dans ce qui est aujourd'hui la ville de Matanzas. Manuel Lucena Giraldo, spécialiste de l'histoire d'Amérique explique que « sa beauté la sauva de la mort, alors un cacique la prit pour lui : cela dura jusqu'à ce que les espagnols récupérèrent de leur défaite et elle put retrouver son mari à Trinidad, au sud de l'ile. »

## Expédition de Cortés à Mexico
Elle participe aux actions de guerre et à la bataille d'Otumba.
Le chroniqueur Diego Muñoz Camargo écrit à son propos : « elle fit preuve de courage, maitrisait l'épée et le bouclier, se battait courageusement avec tant de furie et de courage, que cela dépassait l'effort de n'importe quel homme, aussi fort et courageux qu'il puisse être, elle faisait ressentir de l'épouvante même chez les siens. » Les chroniqueurs Bernal Díaz del Castillo, Juan de Torquemada et Francisco Cervantes de Salazar font également mention de María De Estrada qui parfois s'occupe des blessés et des malades.
Francisco Cervantes de Salazar se souvient que María de Estrada s'adresse à Hernán Cortés en ces mots lorsque ce dernier lui propose de se reposer à la suite de la dramatique Noche Triste survenue à Tlaxcala : « Ce n'est pas bien, mon capitaine, que les femmes espagnoles laissent leurs maris aller à la guerre ; là où ils meurent nous mourrons [les femmes], et les indiens doivent comprendre que les espagnols sont tellement courageux que même leurs femmes savent se battre... » Cortés lui offre les villes de Hueyapan, Nepupualco y Tetela del Volcán, dont elle devient la commandante. Les chroniqueurs racontent que « [même] riche et reconnue, elle se bat jusqu'au bout" et n'hésite pas à protester, même auprès du roi Carlos I car elle considérait qu'il lui faisait payer trop d'impôts. » Après la conquête de Mexico, son mari meurt. Elle se marie ensuite avec Alonso Martín.

## Dans la culture populaire
Sa vie inspire le roman María d'Estrada de l'écrivaine mexico-nord-américaine Gloria Durán.